# Хоцень
Хоцень (чеш. Choceň, нем. Chotzen) — город Чешской республики, расположен в восточной части исторической области Богемия в районе Усти-над-Орлици, Пардубицкого края.
Находится в 10 км западнее Усти-над-Орлици. Через город протекает р. Тиха-Орлице. Недалеко от города находится природный заповедник Пелины, охраняемая Липовая аллея в Гемже и Свидницкая сосна.

## История
Хоцень впервые упоминается в 1227 году, когда местные владения унаследовали братья Сезим и Малота. В начале 14 века владельцем становится Микулаш из Потштейна, построенная им здесь крепость была позже разрушена войском королевича Карла. В 1509 году Хоцень переходит во владения рода господ из Пернштейна и проходит периодом бурного роста, приостановленного в 1539 году сильным пожаром.
Новый благополучный период приходится на времена Зикмунда из Шелмберка, по указу которого был в 1562 году был построен замок. С 1581 года город возвращается во владение рода Пернштейн.
В 1709 году владельцем становится граф Норберт Октавиан Кински. В половине XIX века наступает новый этап экономического развития в результате строительства железнодорожных путей сообщения.
Город ныне является важным железнодорожным узлом Чехии.

## Инфраструктура
В Хоцене имеется более десятка гостиниц и пансионов, построены ледовый каток, бассейн, футбольный стадион, бейсбольное поле, теннисные корты, один из залов для спортивного скалолазания и т.д.
Здесь расположена Торговая академия.

## Достопримечательности
К основным достопримечательностям города относится дворец в стиле ренессанс, построенный во второй половине 16 столетия. В настоящее время здесь находится Орлицкий музей, в интерьерах которого представлены местные природоведческие и исторические экспонаты.
На площади находятся памятники архитектуры: ратуша в неоренессансном стиле и марианская колонна. Также есть костёл св. Франтишка Серафинского и костел чешских братьев-евангелистов.

## Население
| Год  | Численность | Численность |
| ---- | ----------- | ----------- |
| 1869 | 3932        | [ 5 ]       |
| 1880 | 4340        | [ 5 ]       |
| 1890 | 4514        | [ 5 ]       |
| 1900 | 4981        | [ 5 ]       |
| 1910 | 5673        | [ 5 ]       |
| 1921 | 5771        | [ 5 ]       |
| 1930 | 6998        | [ 5 ]       |
| 1950 | 7511        | [ 5 ]       |
| 1961 | 8566        | [ 5 ]       |
| 1970 | 8710        | [ 5 ]       |
| 1980 | 9716        | [ 5 ]       |
| 1991 | 9249        | [ 5 ]       |
| 2001 | 9039        | [ 5 ]       |
| 2014 | 8843        | [ 6 ]       |
| 2016 | 8786        | [ 7 ]       |
| 2017 | 8736        | [ 8 ]       |
| 2018 | 8666        | [ 9 ]       |
| 2019 | 8646        | [ 10 ]      |
| 2020 | 8648        | [ 11 ]      |
| 2021 | 8584        | [ 12 ]      |
| 2022 | 8477        | [ 13 ]      |
| 2023 | 8708        | [ 14 ]      |
| 2024 | 8662        | [ 3 ]       |